# Петер Баконьї
Петер Баконьї (угор. Bakonyi Péter; нар. 17 лютого 1938, Будапешт, Угорщина) — угорський фехтувальник на шаблях, дворазовий бронзовий призер Олімпійських ігор (1968 та 1972 роки), чемпіон світу.

## Виступи на Олімпіадах
| Олімпіада   | Дисципліна          | Місце |
| ----------- | ------------------- | ----- |
| Токіо 1964  | індивідуальна шабля | 9     |
| Токіо 1964  | командна шабля      | 5     |
| Мехіко 1968 | індивідуальна шабля | 13    |
| Мехіко 1968 | командна шабля      | 3     |
| Мюнхен 1972 | командна шабля      | 3     |